# Stanisław Lisowski (1900–1979)
Stanisław Lisowski (ur. 1900, zm. 1979) – polski działacz robotniczy i komunistyczny, burmistrz Sanoka.

## Życiorys
Ukończył siedmioklasową szkołę. Pracował jako malarz lakiernik w sanockiej Fabryce Wagonów. Przystąpił do Polskiej Partii Robotniczej.
Po zakończeniu II wojny światowej był współorganizatorem struktur PPR w powiecie sanockim po 1944. Po tym jak w sierpniu 1944 do miasta wkroczyła Armia Czerwona w sierpniu 1944, władze w mieście przejął Powiatowy Komitet PPR, został powołany Zarząd Miejski, a na stanowisko burmistrza został wybrany Stanisław Lisowski (w miejsce usuniętych z tego urzędu Józefa Bubelli i Juliusza Bruny). Sprawował urząd od 28 listopada 1944 do 10 lipca 1946. W grudniu 1946 z kręgów PPR pojawił się wniosek o usunięcie go z posady burmistrza z uwagi m.in. na nieudolność, zaś w kolejnych miesiącach toczyły się w tej sprawie procedury formalne oraz działania politycznego zaplecza burmistrza. 31 maja 1946 Lisowski złożył rezygnację z urzędu z uwagi na stawiane mu zarzuty (oskarżano go o nadużycia władzy, w związku z czym wszczęto śledztwo prokuratorskie (sprawa miała dotyczyć kradzieży koni i krów, zarzucono mu także udział w domowej strzelaninie, w wyniku której odniósł rany on i jego żona). 14 czerwca 1946 Wydział Powiatowy przyjął jego dymisję.
W 1957 został wybrany członkiem Kolegium Karno-Orzekającego w Sanoku. W 1958 został przewodniczącym Komisji Mandatowej przy Radzie Narodowej (MRN) w Sanoku.

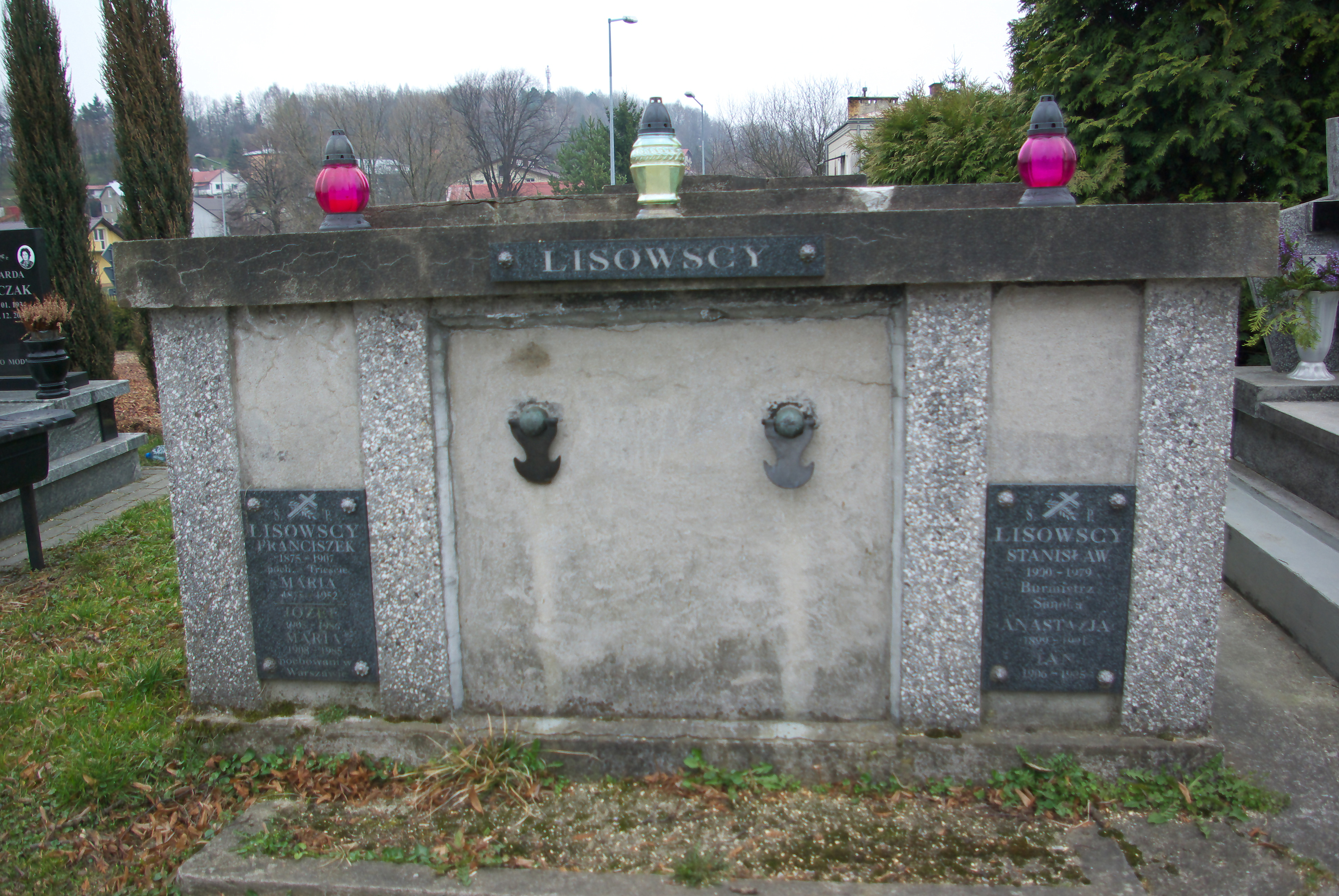
Grobowiec rodziny Lisowskich w Sanoku

Jego żoną była Anastazja (1899-1991). Miał brata Jana (1906-1986). Zostali pochowani w grobowcu rodzinnym na cmentarzu przy ul. Rymanowskiej w Sanoku.

## Odznaczenia i wyróżnienia
- Krzyż Kawalerski Orderu Odrodzenia Polski (1972)[10]
- Wyróżnienie dla przewodniczącego komitetu blokowego[11]
- Nagroda dla przewodniczącego komitetu blokowego (1966)[12]